# Budynek IV Liceum Ogólnokształcącego im. Bolesława Chrobrego w Bytomiu
Budynek IV Liceum Ogólnokształcącego im. Bolesława Chrobrego w Bytomiu – gmach szkolny z 1902 roku, w Bytomiu, wpisany do rejestru zabytków nieruchomych województwa śląskiego, jeden z architektonicznych symboli Bytomia.

## Historia
Secesyjny budynek szkoły został wzniesiony według projektu miejskiego architekta Karla Bruggera przy ówczesnym Kaiserplatz (obecnie plac Sikorskiego) pod kierownictwem mistrza murarskiego J. Wygascha w latach 1901–1902 na parceli St. 244 na potrzeby miejskiej katolickiej szkoły realnej (niem. Städtische Katolische Realschule), którą otwarto 1 maja 1897 roku. Szkoła przed wybudowaniem nowej siedziby prowadziła zajęcia w siedzibie bytomskiej straży pożarnej, miała profil przyrodniczo-matematyczny, a jej absolwent zdobywał średnie wykształcenie, jednak nie przystępował do matury, a przez to nie mógł być przyjęty na studia bez ukończenia gimnazjum. Budynek otwarto 8 maja 1903 roku. Szkoła nosiła następnie nazwę miejskiej szkoły realnej (niem. Städtische Oberrealschule). W latach 20. placówka zyskała uprawnienia szkoły licealnej, a uczniowie po zdaniu matury mogli starać się o przyjęcie na studia. W latach 30. XX wieku, prawdopodobnie około 1935 roku, nadano jej imię Adolfa Hitlera i przekształcono w męską szkołę średnią (niem. Städtische Oberschule für Jungen), którą pozostała do stycznia 1945 roku, do czasu wkroczenia wojsk radzieckich. Budynek w wyniku działań wojennych został pozbawiony części dachu i szyb w oknach. Jesienią 1945 roku w szkole mieściło się Państwowe Gimnazjum Męskie. W marcu 1945 roku Kuratorium Okręgu Szkolnego Śląskiego powołało II Państwowe Gimnazjum i Liceum Męskie w Bytomiu, które ulokowano w omawianym budynku, ówczesny adres szkoły to plac Czerwony 1. Remont powojennych uszkodzeń przeprowadzono w roku szkolnym 1945/1946. Około 1949 roku placówkę przemianowano na II Ogólnokształcącą Szkołę Stopnia Podstawowego i Licealnego Towarzystwa Przyjaciół Dzieci. 
Obok budynku szkoły wzniesiono w latach 1900–1901 wolno stojącą miejską salę gimnastyczną (niem. Städtische Turnhalle), według projektu z 1898 roku, którego autorem jest prawdopodobnie Berghold, pracownik miejskiego urzędu budowlanego. Poza uczniami szkoły, z sali korzystali członkowie trzech miejskich towarzystw gimnastycznych.
28 marca 1977 budynek szkoły został wpisany do rejestru zabytków nieruchomych województwa śląskiego (nr rejestru 1224/77), a „granice ochrony obejmują całość obiektu w ramach parceli budowlanej oraz wystrój i wyposażenie wnętrza”.
W latach 80. XX wieku przeprowadzono remont kapitalny i wyczyszczono elewację.
Od 1966 roku gmach jest siedzibą IV Liceum Ogólnokształcącego im. Bolesława Chrobrego (pot. Sikorak). W 2015 roku przeprowadzono remont stolarki okiennej, okna odrestaurowano lub wymieniono, przywrócono im pierwotną niebieską barwę, remontowi poddano również dach i docieplono poddasze.

## Architektura

### Bryła budynku
Murowany ceglany budynek trójkondygnacyjny na rzucie podkowy, dwutraktowy, klatka schodowa (reprezentacyjne schody trójbiegowe) znajduje się na osi budynku. Konstrukcja budynku została wzmocniona żelaznymi dźwigarami. Pierwotnie dwuspadowy dach był pokryty zieloną glazurowaną dachówką, oryginalne pokrycie dachu nie zachowało się, obecnie dachówka jest innej barwy. Dach wieńczy dominująca nad całym placem centralna okrągła wieża zegarowa oparta na wewnętrznej stalowej konstrukcji nośnej (w celu zapobieżenia ewentualnym szkodom górniczym) z witrażowym zegarem i dzwonem, nakryta kopulasto, oparta na stalowej konstrukcji nośnej, jeden z bardziej rozpoznawalnych elementów bytomskiej architektury. Zegar pochodzi z 1902 roku, został wykonany w fabryce Carla Weissa w Głogowie. Uległ uszkodzeniu z powodu nieszczelności dachu, przeszedł remont w 1985 roku wykonany przez zegarmistrza Iskałę z Bytomia. W 2002 roku czasomierz został przekształcony w zegar kwarcowy. 
Elewacje zostały wykonane głównie z białej glazurowanej cegły z dodatkami w innych barwach. Widnieją na niej ornamenty roślinne oraz również okolony motywami roślinnymi herb Bytomia w górnej części ryzalitu fasady, a także napisy: „Hier streb’[t] die Jugend zu Fleiß und Tugend” (pol. Tutaj trudzi się młodzież z pilnością i cnotą lub Młodzież tu dąży do pilności i cnoty) oraz „Erbaut 1901” (pol. Wybudowano w 1901); nie zachował się napis, który znajdował się pomiędzy linią okien pierwszego i drugiego piętra o treści: „Städtische Katholische Realschule”, został usunięty po II wojnie światowej. W 1975 roku na fasadzie umieszczono tablicę, która upamiętnia 30. rocznicę zwycięstwa nad faszyzmem. Elewacje frontowa i tylna są symetryczne, boczne niesymetryczne. Urozmaicono je falistymi, wklęsło-wypukłymi ryzalitami na osi budynku, które zostały zwieńczone przez sześć szczytów o falistych konturach.
Przed wejściem do budynku położono kostkę granitową i bazaltową nawiązującą do elewacji szkoły, ułożono ją w linearne wzory zamknięte bordiurami barwy białej i czerwonej; kostka zachowała się częściowo, została przykryta warstwą asfaltu na przełomie lat 60. i 70. XX wieku.

### Wnętrza
Szkoła dysponowała własną biblioteką dla uczniów i nauczycieli. We wnętrzach budynku zachowały się oryginalne balustrady, drzwi, okna, posadzki oraz secesyjne szafy na pomoce naukowe. W stolarce wnętrz powtarza się motyw sowy. Na drugim piętrze znajduje się aula w stylu secesyjnym ze sceną, którą wykorzystywano do szkolnych nabożeństw, zarówno ewangelickich, jak i katolickich. Ściany były ozdobione malowidłami patronowymi, które zostały zamalowane po II wojnie światowej.
W piwnicy znajduje się wejście do tunelu przeciwlotniczego, który łączy budynek szkoły z obecną siedzibą Komisariatu Policji III przy ulicy dra Józefa Rostka 14 w Bytomiu.

## Galeria

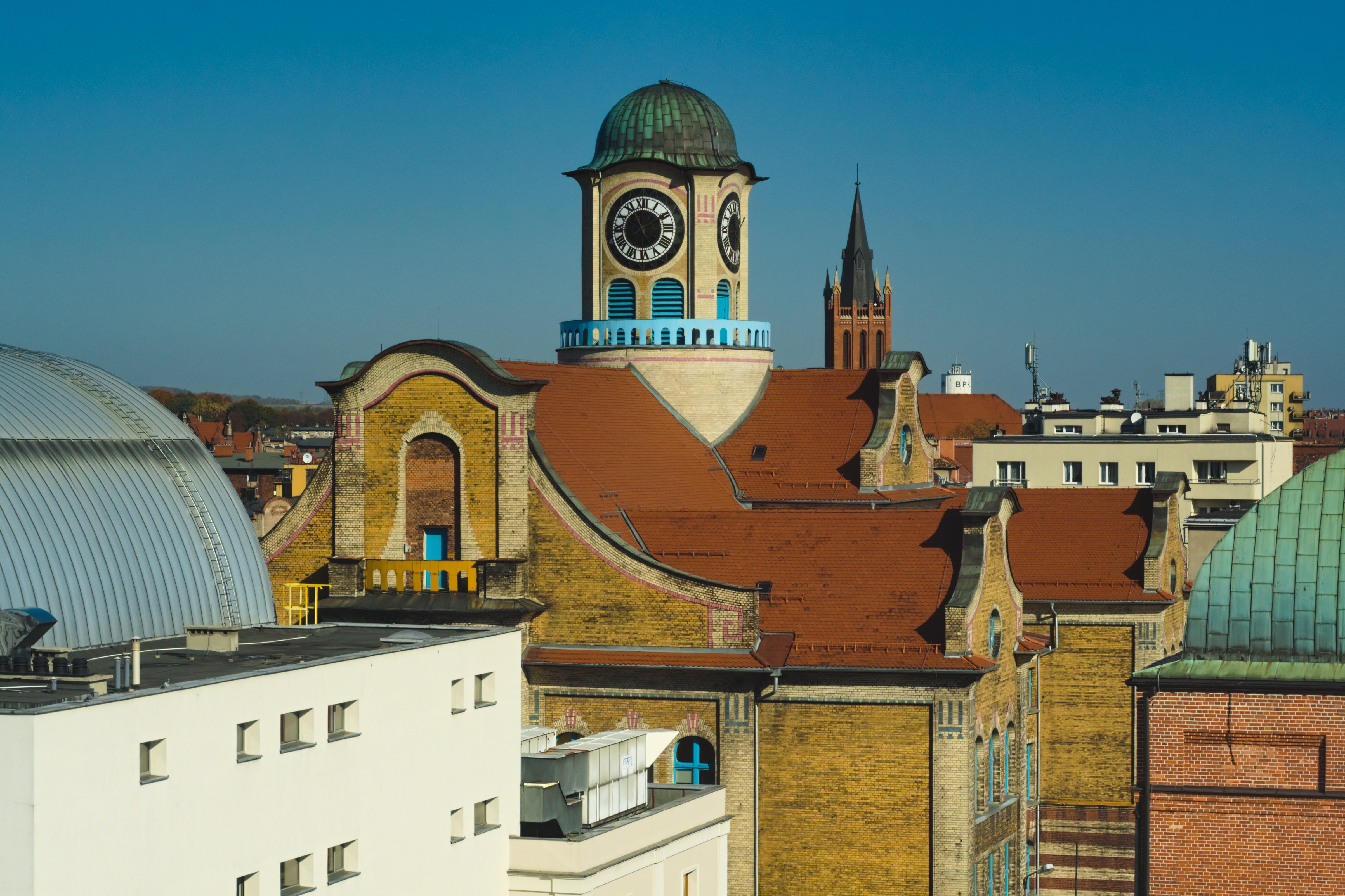
Widok z południa (2019)
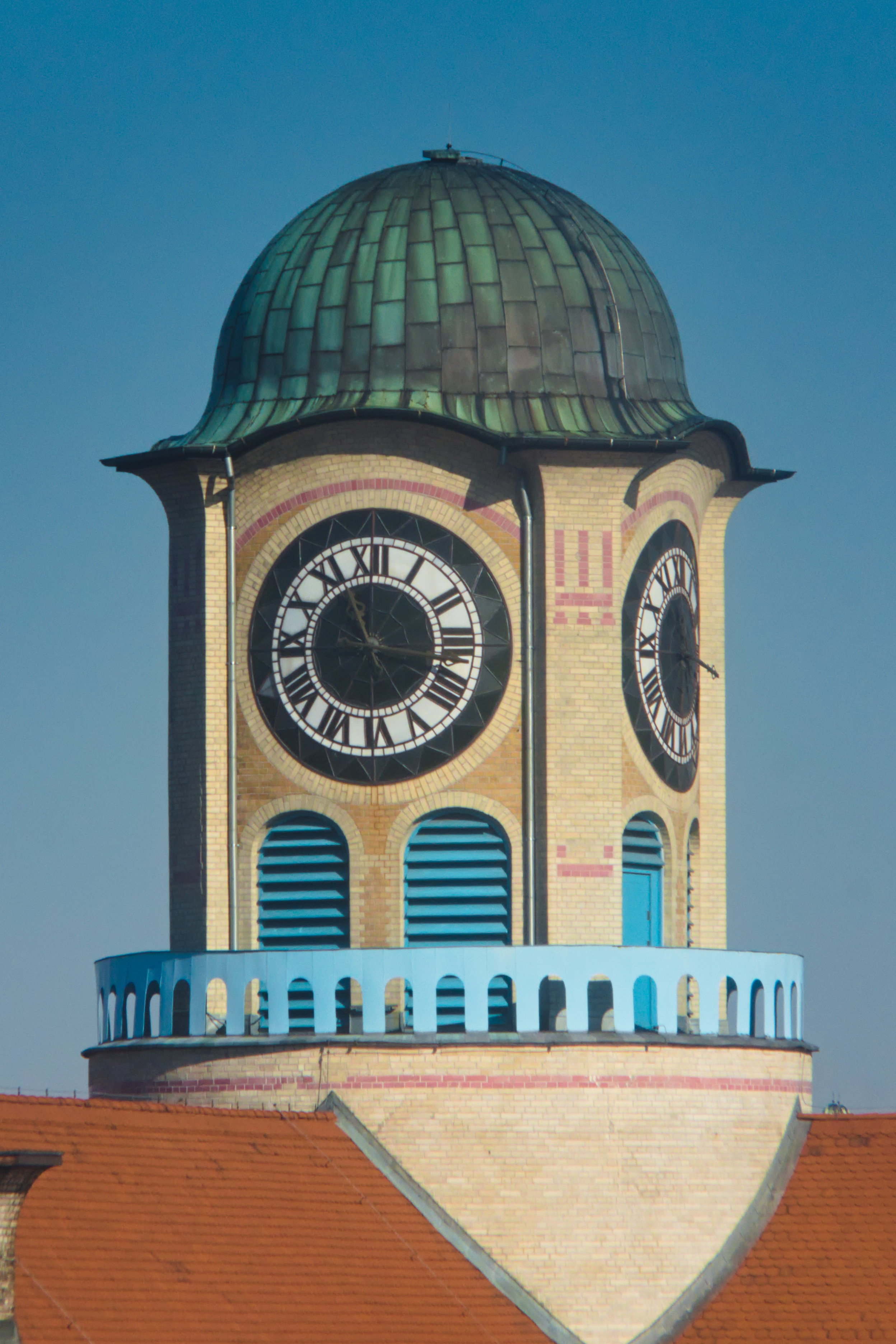
Wieża zegarowa (2019)
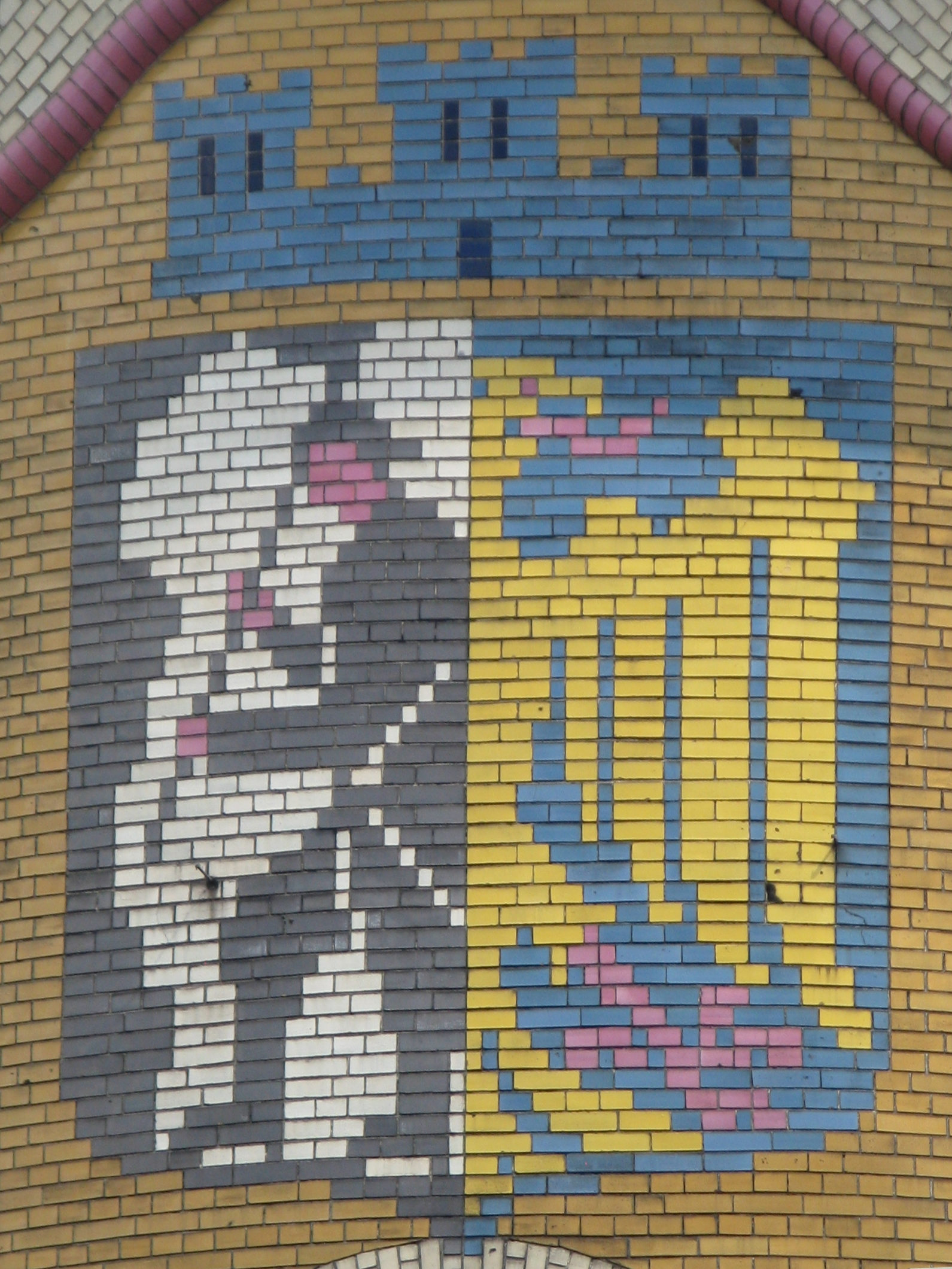
Herb Bytomia na fasadzie (2018)
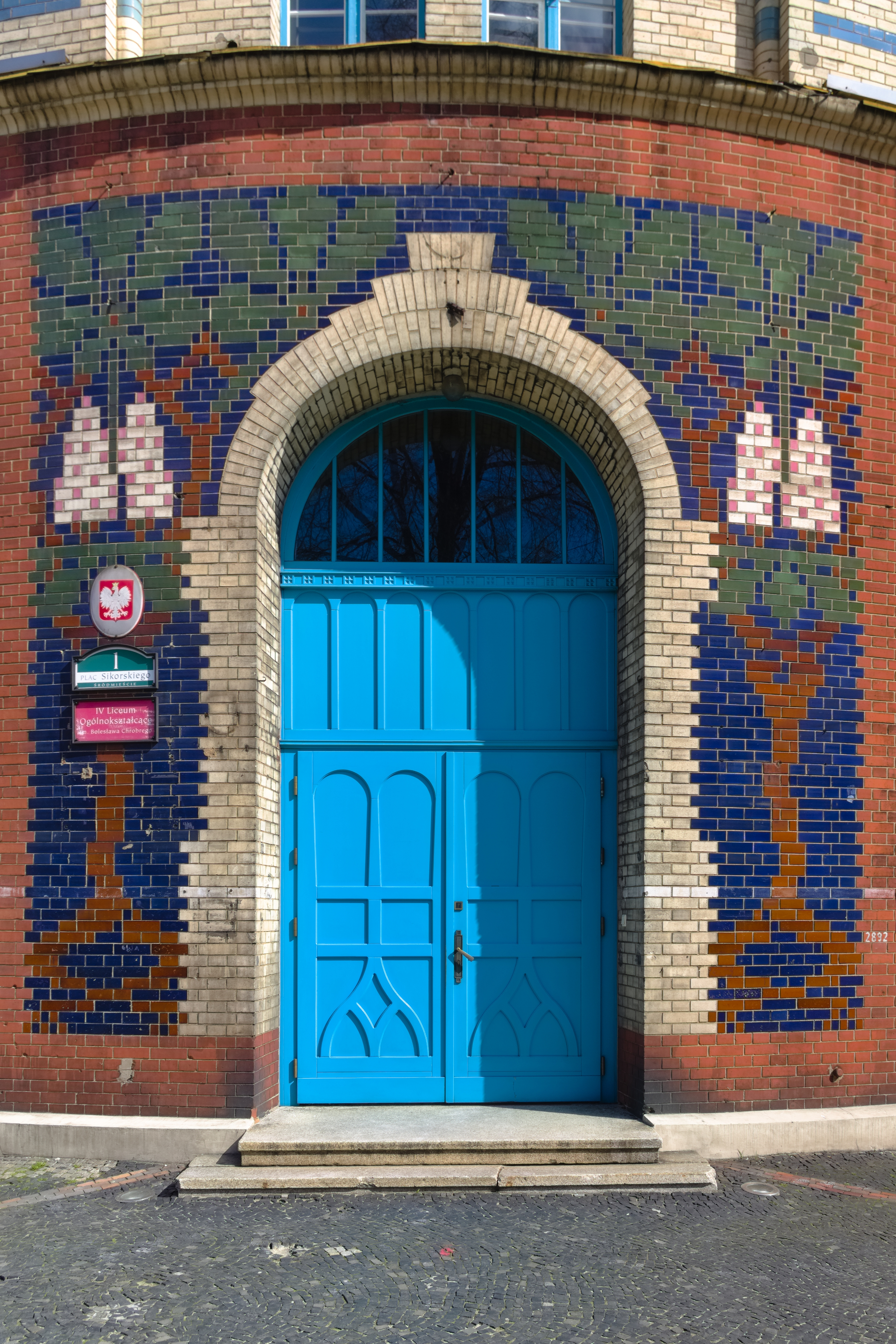
Główne drzwi wejściowe (2021)
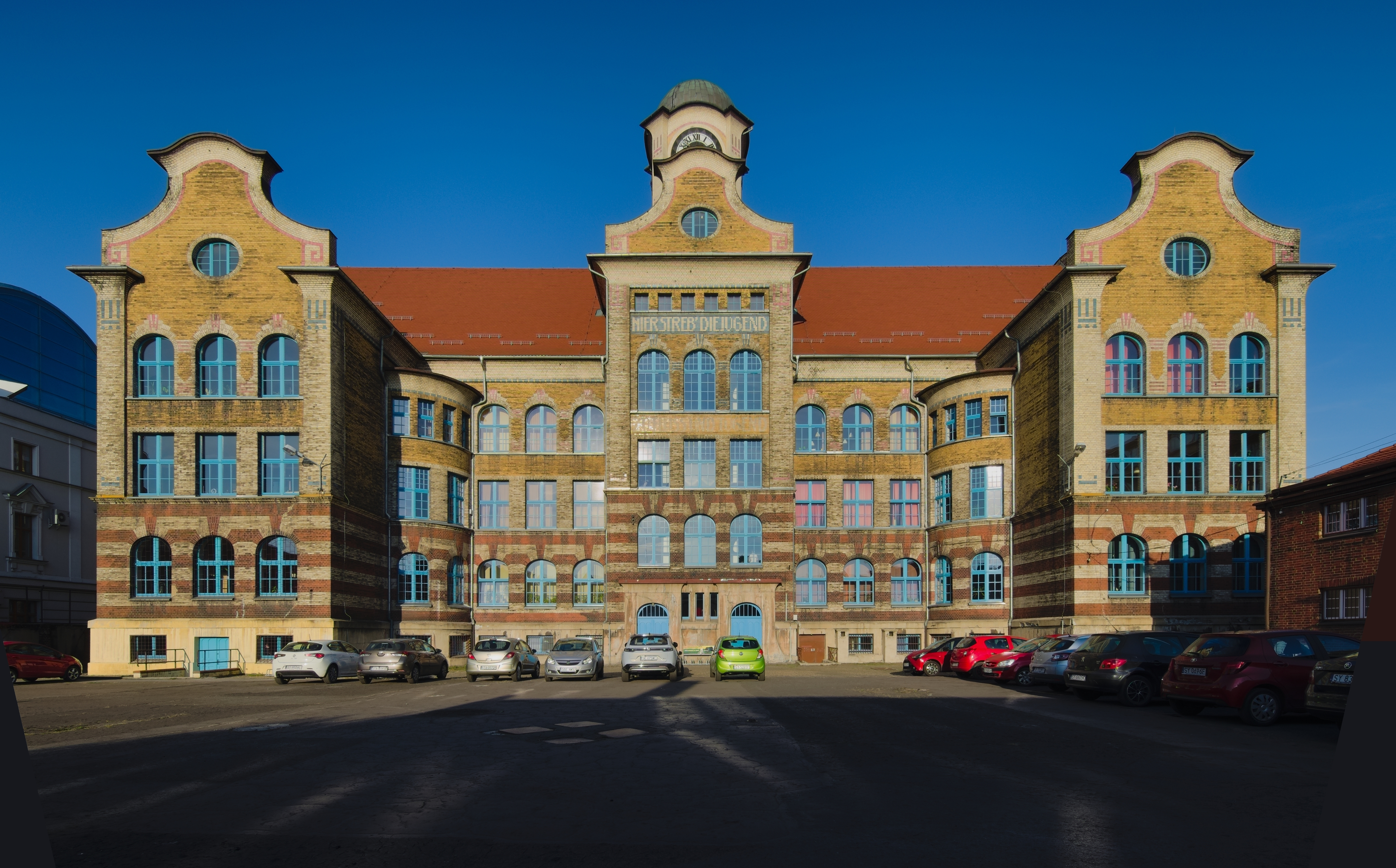
Elewacja tylna (2022)
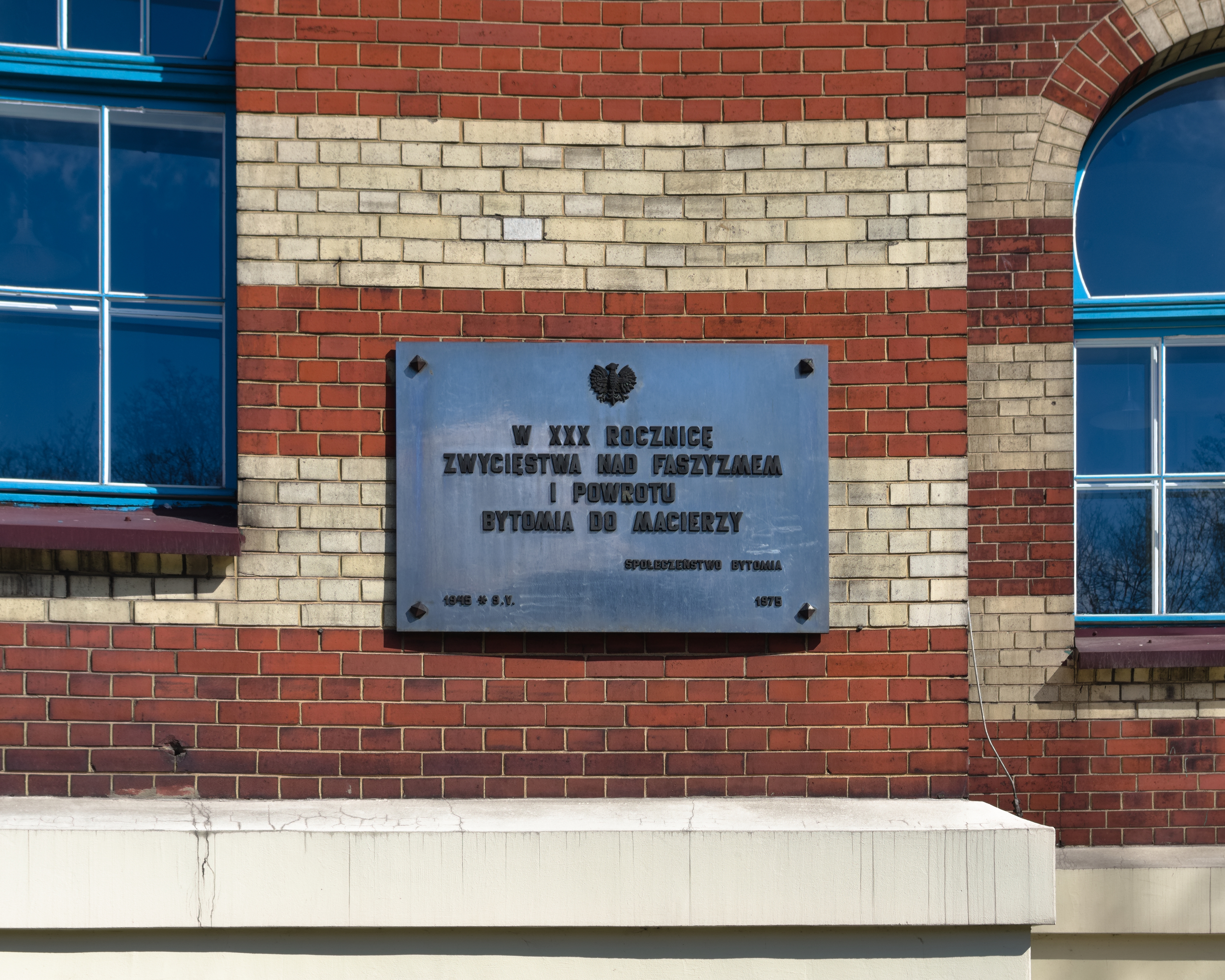
Tablica pamiątkowa na fasadzie (2021)
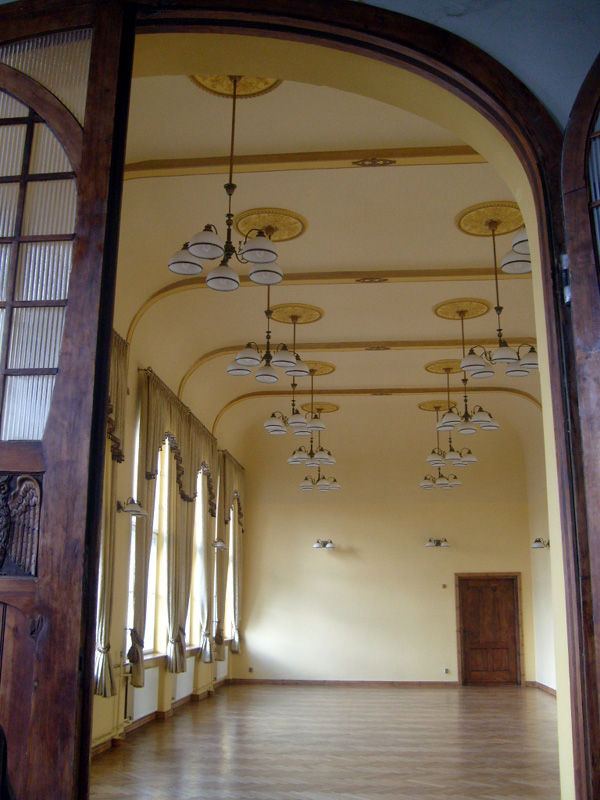
Sala zajęć platycznych (2007)
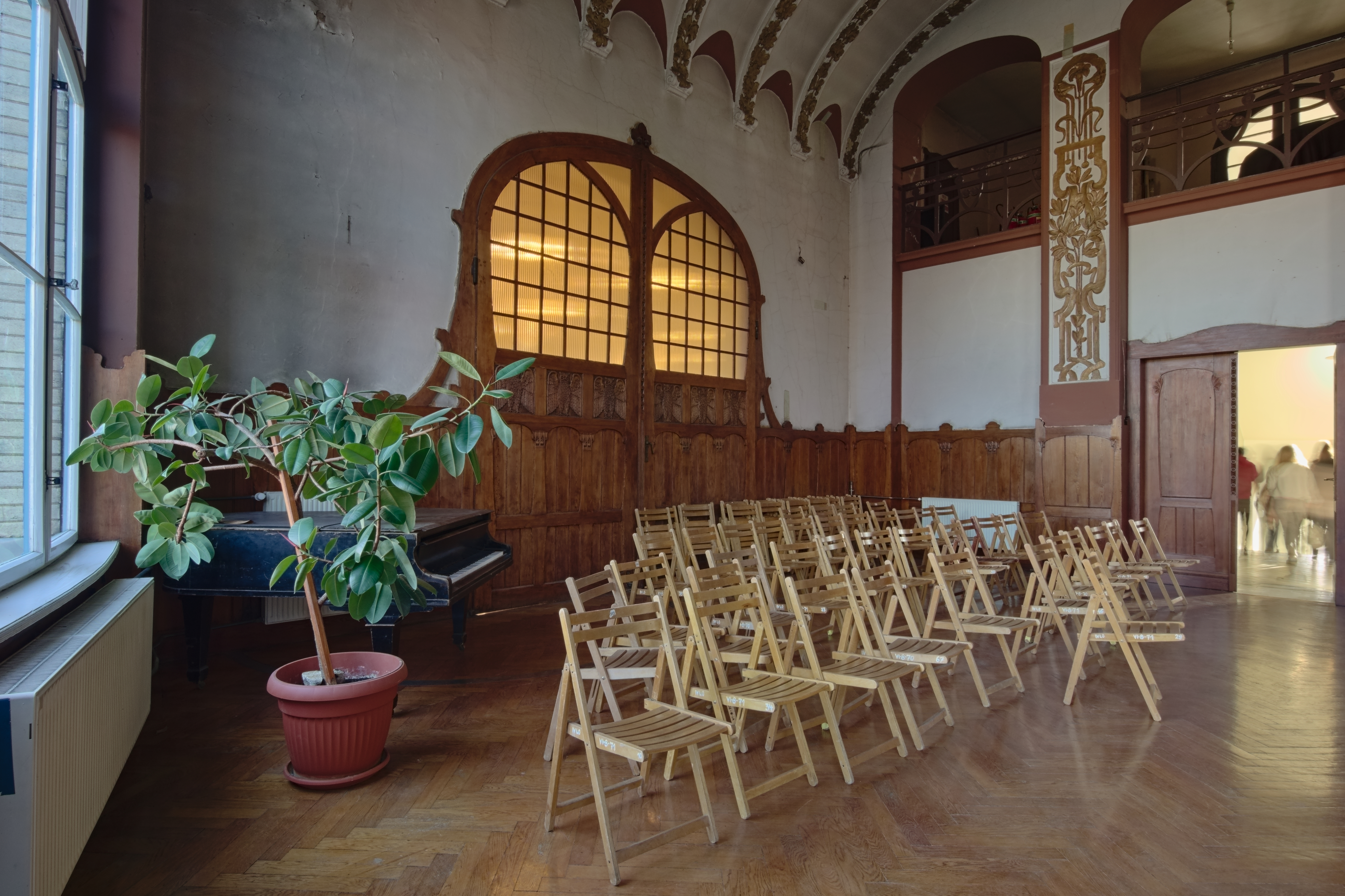
Aula (2022)
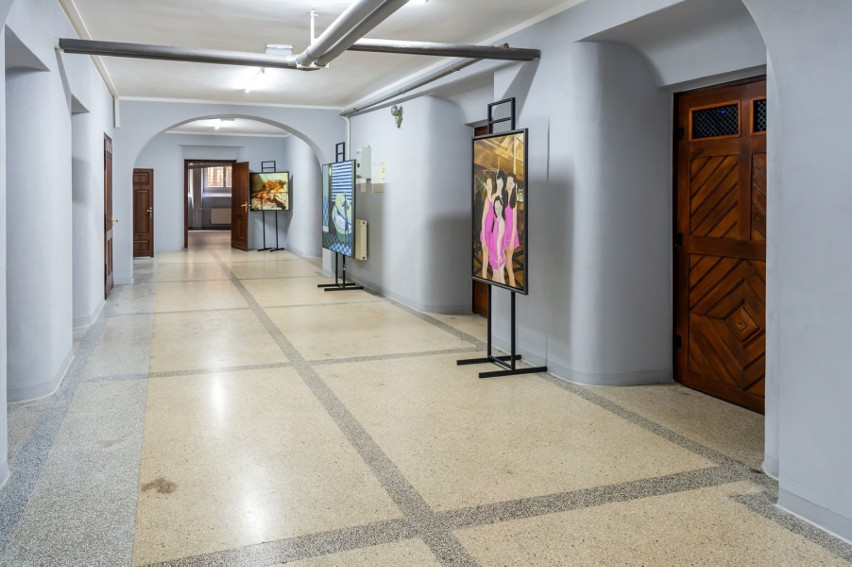
Sutereny (2021)